# Kate Micucci
Kate Micucci   (Nova Jersey, 31 de març de 1980) és una actriu, actriu de veu, comediant, cantant i compositora estatunidenca a més de ser una meitat del duo còmic musical Garfunkel i Oates. Algun dels seus papers inclouen Stephanie Gooch a la sèrie Scrubs, Shelley a Raising Hope, Lucy a The Big Gang Theory, Sadie Miller a Steven Univers, Sara Murphy a Milo Murphy's Law, Daisy a Nature Cat, Clayface a Batman: La Lego pel·lícula, Velma Dinkley a Scooby-Doo, Webby Vanderquack a DuckTales i la Dra. Fox a Unikitty!
Va néixer a Jersey City, Nova Jersey, de pares italians. Va créixer a Natzareth, Pennsilvània en un entorn catòlic. La seva mare la va ensenyar a tocar el piano clàssic. L'any 1998 es va graduar del Nazareth Area High School. Es va graduar de Belles Art pel Keystone College de La Plume, Pennsylvania i d'Art d'Estudi de la Loyola Marymount University de Los Angeles, l'any 2003.
Ha participat a nombrosos anuncis televisius, així com a multitud de sèries, com fent de Toni la cambrera a Four Kings de la NBC, d'actriu convidada a Malcolm in the Middle, 'Til Death, How I Met Your Mother, Cory in the House, The Big Bang Theory i Campus Ladies; i papers recurrents Scrubs i Raising Hope. En pel·lícules ha participat a The Last Hurrah, Bart Got a Room i When in Rome. Va interpretar el paper de Lily la noia de sistemes a Elevator, produïda per Runawaybox d'HBO. A principi del 2009, va publicar un disc llarga durada amb cinc cançons anomenat Songs.
Està casada amb el músic i productor discogràfic Jake Sinclair des del febrer de 2018. Viuen a Los Angeles i Nova York.
El 30 de desembre de 2009, G4TV la va anomenar la Dona #1 de la Comèdia.